# Bruce Hinkley
Bruce Hinkley (née en 1948 ou 1949) est un homme politique canadien, il est élu à l'Assemblée législative de l'Alberta lors de l'élection provinciale de 2015. Il représente la circonscription de Wetaskiwin-Camrose en tant qu'un membre du Nouveau Parti démocratique de l'Alberta.